# Happy Merchant
Happy Merchant (nl: Gelukkige Handelaar) is een antisemitische karikatuur van een Joodse man en een internetmeme, die vooral op verschillende websites op internet wordt gebruikt als racistisch haatsymbool.
De afbeelding verschijnt vaak op websites zoals 4chan of Reddit, waar het vaak wordt gebruikt in haatdragende en denigrerende antisemitische contexten.

## Geschiedenis
De afbeelding werd voor het eerst gemaakt door cartoonist A. Wyatt Mann (een woordspeling op "A White Man" ("En blanke man")), een pseudoniem van Nick Bougas. De afbeelding was onderdeel van een cartoon die ook een racistische karikatuur van een zwarte man bevatte, die deze beelden gebruikte om te zeggen: "Laten we eerlijk zijn! Een wereld zonder Joden en zwarten zou zijn als een wereld zonder ratten en kakkerlakken." De cartoon werd voor het eerst in druk gepubliceerd, maar verscheen in februari 2001 op internet.
Deze stereotiepe antisemitische karikatuur verspreidde zich naar verschillende internetgemeenschappen, waar gebruikers variaties ervan begonnen te maken.
De "Happy Merchant"-meme ondersteunt het antisemitische stereotype dat Joden "in het geheim van plan zijn om de wereld over te nemen".

## Beschrijving
De afbeelding is bedoeld als een denigrerende voorstelling en gebruikt veel stereotypen over Joden.
Deze omvatten:
- Een grote, haakvormige neus ("Joodse neus").

- Een keppel (Joodse hoofdbedekking).

- Een boze glimlach, een licht gebogen rug en handen tegen elkaar gewreven om hebzucht of intrige aan te geven.

- Een kaal hoofd, dik krullend zwart haar en een dikke krullende zwarte baard.

## Gebruik
Deze afbeelding is een vorm van antisemitische propaganda die wijdverspreid is in alt-right internetgemeenschappen zoals 4chan, andere "chan"-websites en andere websites zoals Reddit of Gab.
"Happy Merchant" is ook opgenomen in andere veelvoorkomende internetmemes, waaronder "Pepe the Frog" ("Pepe de Kikker"), een oorspronkelijk niet-politieke karikatuur van een kikker, die door de alt-right is overgenomen voor racistische doeleinden.
In 2017 tweette Al Jazeera een afbeelding van de "Happy Merchant" op zijn officiële Engelstalige Twitter-account. De tweet promootte een verhaal over klimaatverandering en impliceerde dat Joden achter klimaatverandering zitten. Al Jazeera verwijderde de tweet later, omdat deze was gebruikt in een segment waarin antisemitische alt-right-complottheorieën over klimaatverandering werden besproken.